# Mantillica nigricans
Mantillica nigricans är en bönsyrseart som beskrevs av John Obadiah Westwood 1889. Mantillica nigricans ingår i släktet Mantillica och familjen Thespidae. Inga underarter finns listade i Catalogue of Life.